# 伊志嶺亮
伊志嶺 亮（いしみね あきら、1933年1月19日 - 2024年5月7日）は、日本の政治家。元沖縄県平良市長（3期）、元宮古島市長（1期）。

## 略歴
1933年、当時、父が教員として赴任していた沖縄県宮古郡多良間村（多良間島）で生まれる。多良間島で4歳まで過ごした後、父の転勤により伊良部町字佐和田（現宮古島市伊良部佐和田）、次いで小学1年生時に平良町（現宮古島市平良）に移り、1941年には台湾に移り住んだ。
岡山大学医学部卒。琉球政府立宮古南静園園長、沖縄県宮古保健所所長、沖縄県立宮古病院院長などを経て、1964年に伊志嶺医院を開業。
1994年に平良市長に初当選。以後、3期にわたって平良市長を務める。
2005年11月13日に市町村合併に伴って行われた宮古島市長選挙に、沖縄社会大衆党、社会民主党、共産党、民主党、自由連合の推薦を受けて、革新統一候補として出馬。413票の僅差で下地敏彦を破って当選した。
その後、市職員による一連の不祥事の責任を取って、2008年12月31日付で辞職。2009年1月25日に行われた宮古島市長選挙では、自由民主党及び公明党の推薦を受けた下地敏彦が当選した。
2024年5月7日午前5時40分、老衰のため宮古島市の福祉施設で死去。91歳没。